# Франц Ернст IV фон Крихинген
Франц Ернст IV (II) фон Крихинген (на немски: Franz Ernst IV (II) Graf von Criechingen; † 28 ноември 1686) е граф на Крихинген в Елзас-Лотарингия.
Той е син (от осем деца) на граф Франц Ернст III фон Крихинген († 1677) и съпругата му графиня Мария Елизабет фон Монфор (1631 – 1701), дъщеря на граф Хуго XV фон Монфор-Тетнанг (1599 – 1662) и графиня Йохана Евфросина фон Валдбург-Волфег-Цайл (1596 – 1651). Внук е на граф Лотар фон Крихинген († 1629) и съпругата му Анна Магдалена фон Ханау (1600 – 1673).
Братята му са Франц Карл фон Крихинген († октомври 1684 в битка при Будапеща) и Максимилиан Ернст фон Крихинген-Дорствайлер († 13 септември 1697).

## Фамилия
Франц Ернст IV (II) фон Крихинген се жени 1682 г. за графиня Мария Терезия Аделхайд фон Прайзинг (погребана на 29 април 1738 в Мюнхен), дъщеря на граф Йохан Максимилиан фон Прайзинг († 1668) и графиня Мария Вероника фон Валдбург-Траухбург (* 1642). Бракът е бездетен.
Вдовицата му Мария Терезия Аделхайд фон Прайзинг се омъжва втори път на 26 февруари 1681 г. за граф Йохан Баптист Балбис-Ривера († 1695).